# Brandpunt Profiel
Brandpunt Profiel (t/m 8 april 2015 Profiel) was een Nederlands biografisch televisieprogramma van de KRO-NCRV dat het leven van belangrijke binnen- en buitenlandse personen beschreef.

## Geschiedenis
Het tv-programma startte in 2002 als Profiel. Het was oorspronkelijk een samenwerking van de KRO, HUMAN en IKON. Begin 2013 stapte de IKON uit de samenwerking en bleven de KRO en de HUMAN over. Later stapte ook HUMAN uit de samenwerking. Vanaf 24 mei 2015 ging het programma als Brandpunt Profiel verder bij fusie-omroep KRO-NCRV tot de laatste uitzending op 19 juli 2015.
Sommigen, onder wie Patty Brard, waren niet blij dat de makers van het programma een profiel over hen maakten. Brard, die juni 2008 geprofileerd werd, vertelde later op radiozender Q-music niet blij te zijn met haar profiel, omdat zijzelf niets in het programma mocht inbrengen. In haar profiel werd ze door Hans van Hemert beschuldigd van "diva-gedrag".

### Top 20
Op 22 november 2008 zond Profiel de twintig meest bekeken uitzendingen van de afgelopen jaren nogmaals uit. Deze top 20 werd samengesteld aan de hand van de website van het tv-programma en de website uitzendinggemist.nl. De top 20 is te zien op de website van het programma. Op de eerste plaats staat het profiel gemaakt van prinses Máxima. Ook het omstreden portret van Patty Brard heeft een plaats bij de favoriete twintig.

## Selectie van personen in Profiel
- Bassie en Adriaan
- Dick Swaab
- Paul Witteman
- Rutger Castricum
- Patty Brard
- Mohammed Cheppih
- André van Duin
- Edwin Evers
- Youp van 't Hek
- Henk Hofland
- Ayaan Hirsi Ali
- Cees van der Hoeven
- Rinus Michels
- Patrick Kluivert
- John Kraaijkamp sr.
- Joop L.
- Jos Gemmeke
- Jan Marijnissen
- Anna Meijerink
- Gerard Reve
- René van der Gijp
- Naima El Bezaz
- Maarten van Rossem